# 山口県道360号笹尾筏場線
山口県道360号笹尾筏場線（やまぐちけんどう360ごう ささおいかだばせん）は、山口県萩市を通る一般県道である。

## 概要
萩市川上の山口県道10号山口福栄須佐線交点から山口県道67号萩川上線交点に至る。

### 路線データ
- 起点：萩市川上（山口県道10号山口福栄須佐線交点）
- 終点：萩市川上（山口県道67号萩川上線交点）

## 歴史
- 1983年（昭和58年）3月18日 - 山口県告示第270号により認定される。
- 2005年（平成17年）3月6日 - 萩市と阿武郡に属する6町村（須佐町、田万川町、旭村、川上村、福栄村、むつみ村）が対等合併して改めて萩市が発足したことに伴い起点および終点の地名表記が変更される（阿武郡川上村字笹尾→萩市川上字笹尾、阿武郡川上村字筏場→萩市川上字筏場）。

## 地理

### 通過する自治体
- 山口県
  - 萩市

### 交差する道路
| 交差する道路                                      | 交差する場所 | 交差する場所 |
| ------------------------------------------------- | ------------ | ------------ |
| 山口県道10号山口福栄須佐線                        | 川上         | 起点         |
| 山口県道67号萩川上線 山口県道293号萩長門峡線 重複 | 川上         | 終点         |

### 沿線
- 川上のユズおよびナンテン自生地
- 川上郵便局
- 阿武川

### 峠
- 切通峠（萩市川上）